# Gösta Säflund
Lars Gösta Säflund, född den 1 mars 1903 i Uppsala, död den 22 januari 2004 i Djursholm, var en svensk klassisk filolog och antikhistoriker. Han var bror till Martin Säflund.
Säflund avlade filosofie kandidatexamen 1925 och filosofie licentiatexamen 1928. Han promoverades till filosofie doktor och blev docent i klassisk fornkunskap och antikens historia 1932. Säflund blev tillförordnad föreståndare för Svenska institutet i Rom 1935, lektor vid Sigtunastiftelsens humanistiska läroverk 1942 och vid högre allmänna läroverket för flickor på Norrmalm i Stockholm 1946 samt docent i latinska språket och litteraturen vid Uppsala universitet sistnämnda år. Han var professor i klassisk språkvetenskap och kulturforskning vid Stockholms universitet 1948–1969. Säflund deltog i utgrävningar i Grekland 1926, 1934, 1936 och 1937, bland annat i Asine och i Turkiet 1949, 1951 och 1953. Han föreläste vid Oxford University, Princeton University och Columbia University. Säflund var ledamot, korresponderande ledamot eller hedersledamot av flera inhemska och utländska vetenskapliga sällskap. Han invaldes som korresponderande ledamot av Deutsches Archäologisches Institut 1934 (ledamot 1953), som ledamot av Humanistiska Vetenskapssamfundet i Uppsala 1948 och av Danske Videnskabernes Selskab 1969. Säflund publicerade arbeten rörande Roms topografi och arkeologi, grekisk och romersk konst, etruskerna samt i latinsk filologi över Tertullianus. Han blev riddare av Nordstjärneorden 1955 och kommendör av samma orden 1966. Säflund vilar på Djursholms begravningsplats.